# 6e cérémonie des Oscars

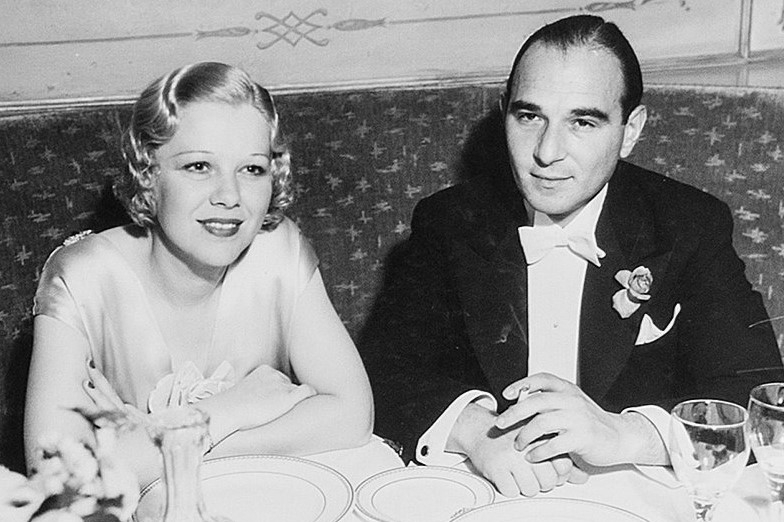
Glenda Farrell et Robert Riskin lors de la cérémonie.

La 6e cérémonie des Oscars du cinéma s'est déroulée le 16 mars 1934 à l'Hôtel Ambassador à Los Angeles.
La cérémonie est présentée par Will Rogers.

## Palmarès

### Oscar du meilleur film
- Cavalcade, produit par Fox Film Corporation
  - 42e rue (42nd Street), produit par Warner Bros.
  - L'Adieu aux armes (A Farewell to Arms), produit par Paramount
  - Je suis un évadé (I Am a Fugitive from a Chain Gang), produit par Warner Bros.
  - Grande Dame d'un jour (Lady For a Day), produit par Columbia Pictures
  - Les Quatre Filles du docteur March (Little Women), produit par RKO Radio Pictures
  - La Vie privée d'Henry VIII (The Private Life of Henry VIII), produit par London Films
  - Lady Lou (She Done Him Wrong), produit par Paramount
  - Chagrin d'amour (Smilin' Through), produit par Metro-Goldwyn-Mayer
  - La Foire aux illusions (State Fair), produit par Fox

### Oscar du meilleur réalisateur
- Frank Lloyd pour Cavalcade
  - Frank Capra pour Grande Dame d'un jour (Lady For a Day)
  - George Cukor pour Les Quatre Filles du docteur March (Little Women)

### Oscar du meilleur acteur
- Charles Laughton pour La Vie privée d'Henry VIII (The Private Life of Henry VIII)
  - Leslie Howard pour Berkeley Square
  - Paul Muni pour Je suis un évadé (I Am a Fugitive from a Chain Gang)

### Oscar de la meilleure actrice
- Katharine Hepburn pour Morning Glory de Lowell Sherman
  - May Robson pour Grande Dame d'un jour (Lady for a Day) de Frank Capra
  - Diana Wynyard pour Cavalcade de Frank Lloyd

### Oscar de la meilleure histoire originale
- Robert Lord pour Voyage sans retour (One Way Passage) 
  - Frances Marion pour Un cœur, deux poings (The Prizefighter and the Lady)
  - Charles MacArthur pour Raspoutine et sa cour (Rasputin and the Empress)

### Oscar du meilleur scénario adapté
- Victor Heerman et Sarah Y. Mason pour Les Quatre Filles du docteur March (Little Women) 
  - Robert Riskin pour Grande Dame d'un jour (Lady for a Day)
  - Paul Green (en) et Sonya Levien pour La Foire aux illusions (State Fair)

### Oscar de la meilleure photographie
- Charles Lang pour L'Adieu aux armes (A Farewell to Arms)
  - George Folsey pour Une soirée à Vienne (Reunion in Vienna)
  - Karl Struss pour Le Signe de la croix (The Sign of the Cross)

### Oscar des meilleurs décors
- William S. Darling et Fredric Hope pour Cavalcade
  - Hans Dreier et Roland Anderson pour L'Adieu aux armes (A Farewell to Arms)
  - Cedric Gibbons pour Mais une femme troubla la fête (When Ladies Meet)

### Oscar du meilleur mixage de son
- Franklin Hansen pour L'Adieu aux armes (A Farewell to Arms)
  - Nathan Levinson pour 42e rue (42nd Street)
  - Nathan Levinson pour Chercheuses d'or de 1933 (Gold Diggers of 1933)
  - Nathan Levinson pour Je suis un évadé (I Am a Fugitive from a Chain Gang)

### Oscar du meilleur assistant réalisateur
- John Waters pour Viva Villa! 
  - Scott Beal pour Images de la vie (Imitation of Life)
  - Cullen Tate pour Cléopâtre (Cleopatra)

### Oscar du meilleur court métrage en prises de vues réelles(comédie)
- Louis Brock et RKO Pictures pour So This Is Harris ! 
  - Warren Doane et Universal Studios pour Mister Mugg
  - Louis Brock et RKO Pictures pour A Preferred List

### Oscar du meilleur court métrage en prises de vues réelles(nouveauté)
- Joe Rock et Educational Pictures pour Krakatoa[1]
  - Pete Smith (en) et MGM pour Menu
  - Educational Pictures pour The Sea

### Oscar du meilleur court métrage d'animation
- Walt Disney pour Les Trois Petits Cochons (The Three Little Pigs)
  - Walt Disney pour Bâtissons (Building a Building)
  - Walter Lantz pour The Merry Old Soul

## Statistiques

### Nominations multiples
- 4 nominations: Cavalcade, L'Adieu aux armes, Grande Dame d'un jour
- 3 nominations: Je suis un évadé, Les Quatre Filles du docteur March
- 2 nominations: 42e rue, La Vie privée d'Henry VIII, La Foire aux illusions

### Récompenses multiples
- 3 récompenses: Cavalcade
- 2 récompenses: L'Adieu aux armes